# Groene rietcicade
De groene rietcicade (Cicadella viridis) is een insect uit de familie van de dwergcicaden (Cicadellidae).

## Algemeen
Deze dwergcicade komt in vrijwel geheel Europa, Noord-Afrika en Azië voor. Sinds 1941 komt de soort als gevolg van menselijk handelen ook in Noord-Amerika voor. In grote delen van Europa is deze dwergcicade zeer algemeen en wordt in sommige streken zelfs als plaag beschouwd vanwege de schade aan gewassen. In België en Nederland veroorzaakt deze soort echter weinig problemen. De groene rietcicade is te zien van april tot november en het voedsel bestaat uit plantensappen die worden opgezogen uit meerdere planten, echter vooral grassen. De groene rietcicade is dan ook het algemeenst in grassige gebieden maar komt ook wel in tuinen, bossen en moerassen voor.

## Beschrijving
Het lichaam wordt 6 tot 9 millimeter lang en heeft een glanzende groene kleur en is sterk zijwaarts afgeplat, de dekschilden zijn over elkaar gevouwen en de vleugels zitten eronder. De ogen zitten aan de zijkant van de kop en de achterste poten zijn sterk gestekeld. Vooraan de kop is een gelige uitstulping te zien waaronder de monddelen zitten. Het is een van de weinige insecten waarbij de mannetjes en vrouwtjes een andere kleur hebben; vrouwtjes hebben grasgroene dekvleugels, die van mannetjes zijn blauwgroen tot blauwzwart. De voorzijde van de kop, de poten en de buik hebben een gele kleur. De groene rietcicade kan goed springen en ook ver wegvliegen na een sprong.

## Voortplanting
De ouderdieren sterven korte tijd nadat de eitjes in stengels en onder planten zijn gelegd. Deze eitjes overwinteren en in het voorjaar komt de nimf tevoorschijn die de bast van liefst jonge bomen aanvreet. De nimf is vleugelloos, wit en in de lengte donker gestreept, en heeft rondom de kop rijen zwarte puntjes. Na een aantal vervellingen is de nimf volwassen, krijgt vleugels en kan zich voortplanten.
Kaarten met waarnemingen:
- België
- Nederland
- wereldwijd